# بروك كينسلا
بروك كينسلا (بالإنجليزية: Brooke Kinsella)‏ هي ممثلة بريطانية، ولدت في 19 يوليو 1983 في لندن في المملكة المتحدة.

## وصلات خارجية
- بروك كينسلا على موقع IMDb (الإنجليزية)
- بروك كينسلا على موقع قاعدة بيانات الفيلم (الإنجليزية)